# Tajemnica Statuetki
Tajemnica Statuetki는 도스 기반 컴퓨터용으로 1993년 메트로폴리스 소프트웨어 하우스가 개발하고 배급한 폴란드의 어드벤처 게임이다. 영어판으로는 출시된 적이 없지만 영어권 국가에서는 "The Mystery of the Statuette"라는 제목으로 알려져 있다. 이 게임은 Adrian Chmielarz가 주도하는 팀에 의해 고안되었으며 프랑스에서 게임 내 정적 화면들로 찍은 사진들을 사용했다.
게임 출시 당시 폴란드에서 이 게임의 저작권 침해가 횡행했으나 4000~6000본 판매되면서 매우 대중화되었다.